# 컬리 코티드 리트리버

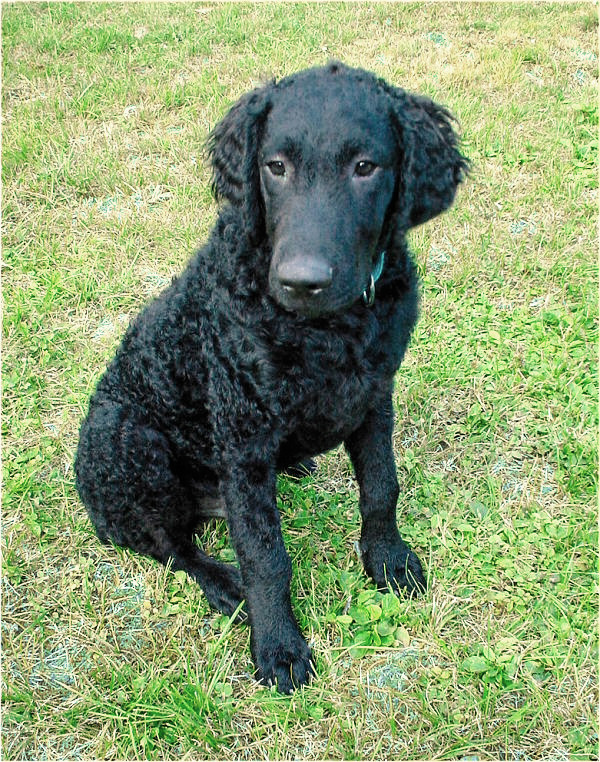
컬리 코티드 리트리버

컬리 코티드 리트리버(Curly Coated Retriever)는 잉글랜드의 개 품종이다.

## 같이 보기
- 체서피크 베이 리트리버
- 래브라도 리트리버